# Palacio de Beauregard
El palacio de Beauregard (en francés: Château de Beauregard) es un château  de estilo renacentista con museo, un parque y jardines « à l'anglaise » y contemporáneo, que cuenta con un pabellón y un arboreto de 40 hectáreas de superficie de propiedad privada, localizado en la comuna de Cellettes, región de Centro-Val de Loira de Francia.
El edificio no está dentro del Valle del Loira inscrito como Patrimonio de la Humanidad de la UNESCO, aunque prácticamente está tocándolo. Sí pertenece a la asociación «Châteaux de la Loire, Vallée des Rois», que promociona turísticamente los castillos del Loira.
Aunque no está habitado, está abierto y puede ser visitado por turistas. El palacio alberga una galería de retratos del siglo XVII, con 327 retratos de personajes históricos.

## Localización
Cellettes es una población y comuna francesa, situada en la región de Centro, departamento de Loir y Cher, en el distrito de Blois y cantón de Blois-2.
El "château" se halla en la comuna de Cellettes, al sur de la ciudad de Blois y a pocos kilómetros de distancia del también célebre Cheverny.
Château de Beauregard, 12 chemin de la Fontaine, Code Postal 41120 Cellettes, Département de Loir-et-Cher, Région de Centre, France-Francia.
Planos y vistas satelitales.47°41′23″N 2°46′12″E / 47.68972, 2.77000
Se encuentra abierto todo el año, se cobra una tarifa de entrada.
Participa en las jornadas de «Rendez-vous aux jardins» de la última semana de mayo.

## Historia
El primer corps de logis del castillo fue construido en 1461, del que quedan algunos vestigios, como las ruinas de una capilla.
En el siglo XVI, Francisco I de Francia habría adquirido el dominio y convertido en un pabellón de caza que pasará a propiedad de personas cercanas al poder real (su tío y padrino), que no lo dejan de embellecer.
La construcción de la mayor parte del castillo tuvo lugar alrededor del año 1545, cuando fue adquirido por Jean de Thiers, señor de Menars y Secretario de Estado de Enrique II.
En esos años, el interior del castillo estaba decorado con murales de la chimenea de la cámara real, que han sobrevivido; asimismo, en la Gran Galería hay una chimenea de estilo italiano de este período. 
Sin embargo, su decoración actual fue un encargo de Paul Ardier, interventor de guerra y tesorero, quien compró el castillo en 1617. Durante las décadas siguientes remodeló el interior del castillo e inauguró una galería de retratos.
En el siglo XIX se creó el parque a la inglesa. 
En el siglo XX, las obras y restauraciones continúan, sobre todo con el desarrollo del parque y la rehabilitación de la zona común.
Este palacio de propiedad privada está abierto al público y habitado por la misma familia desde 1926.
Inseparable de este monumento excepcional y que figura en el Inventario de Monumentos Históricos en 1992, el parque paisajístico de 40 hectáreas es parte del patrimonio francés. Forma parte del conjunto monumental de los castillos del Loira. 

## Galería de retratos

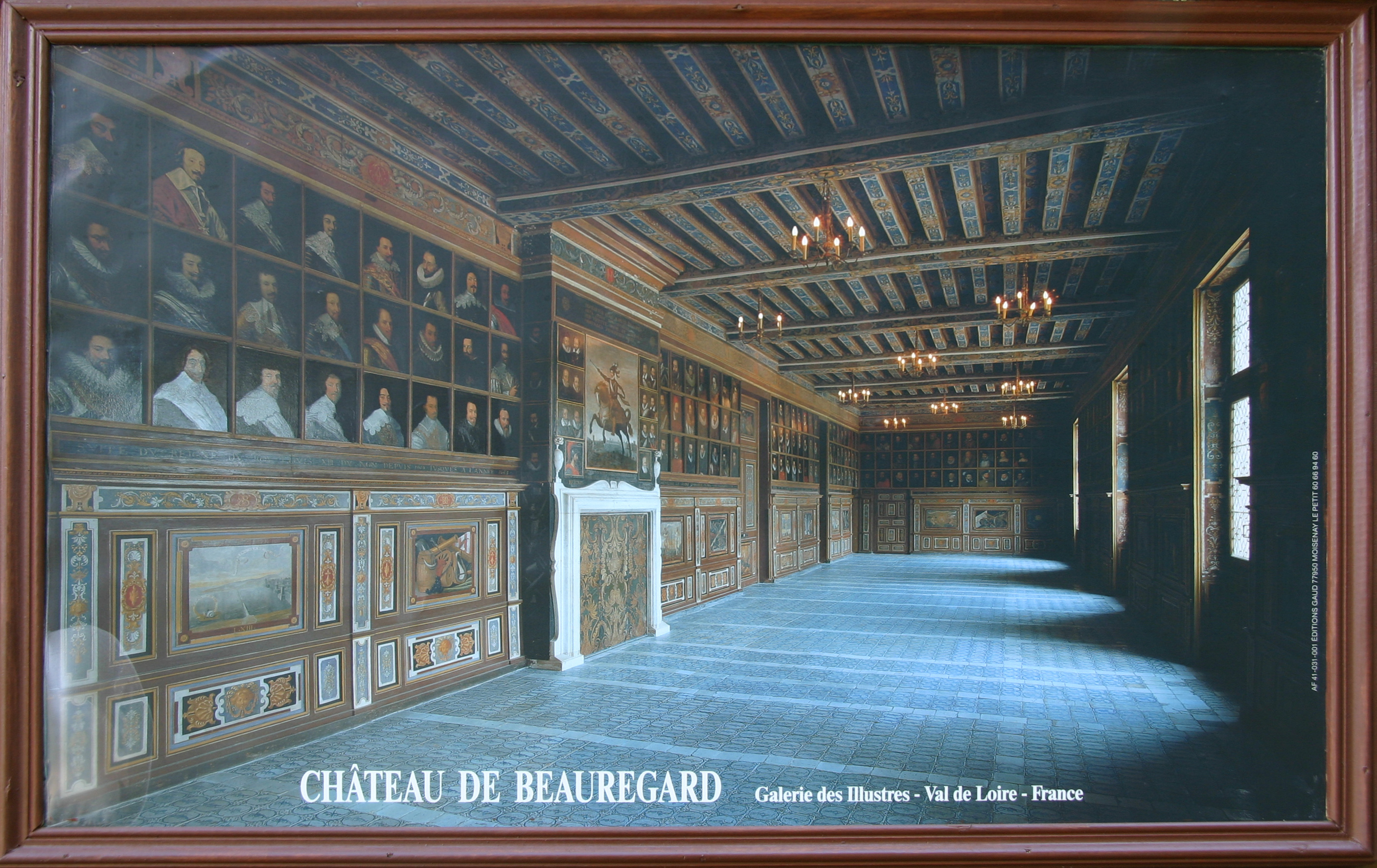
La galería de retratos

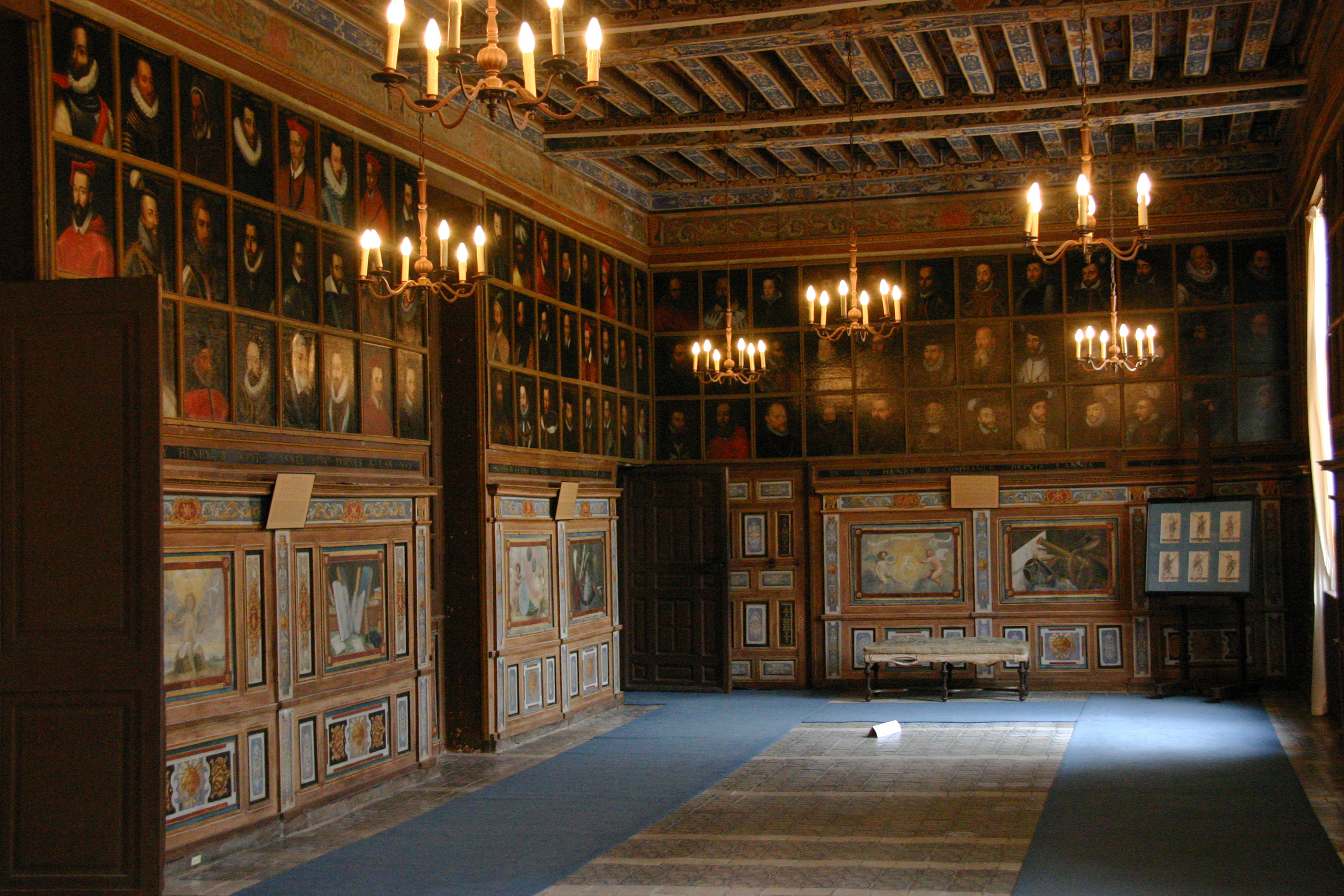
La galería de retratos

La galería de retratos (Galeries des Illustres en francés) es la mayor galería de Europa que ha sobrevivido hasta la actualidad y es el máximo exponente del palacio: construida durante la primera mitad del siglo XVII tras un pedido de Paul Ardier, tiene 26 m de largo, está pavimentada por 5500 baldosas de cerámica de Delft y sus paredes están decoradas con 327 retratos de personajes famosos que vivieron entre los años 1328 (fecha del comienzo del reinado de Felipe VI de Francia) y 1643 (muerte de Luis XIII). 
Cada retrato de un rey de Francia está acompañado por figuras de sus reinas, ministros, mariscales, diplomáticos, etc. Además de personajes destacados de la historia de Francia, en la galería se exhiben retratos de personas de otras veinticinco nacionalidades. Marie Ardier, hija de Paul Ardier, encargó la decoración del cielo raso al pintor Jean Mosnier y a su familia. 
El color azul predominante del techo se debe al uso de lapislázuli, uno de los minerales preciosos más costosos del siglo XVII.
También hay una importante cocina original, utilizada hasta 1968, con dos chimeneas y una hermosa colección de 80 platos, sartenes y moldes de cobre para pasteles. 
Otro rastro de su cercanía al poder real: el gabinete de trabajo "Studiolo" de Jean du Thiers, hecho por el ebanista del rey Enrique II Scibec de Carpi (Louvre, Fontainebleau). 
En la segunda galería, entre otros hermosos muebles hay un bufé borgoñón con compartimentos ocultos que proceden de Teherán y consta su ingreso en Francia en 1840, apareciendo en la exposición del Grand Palais de Luis XIII de hace 10 años.

## El parque y los jardines

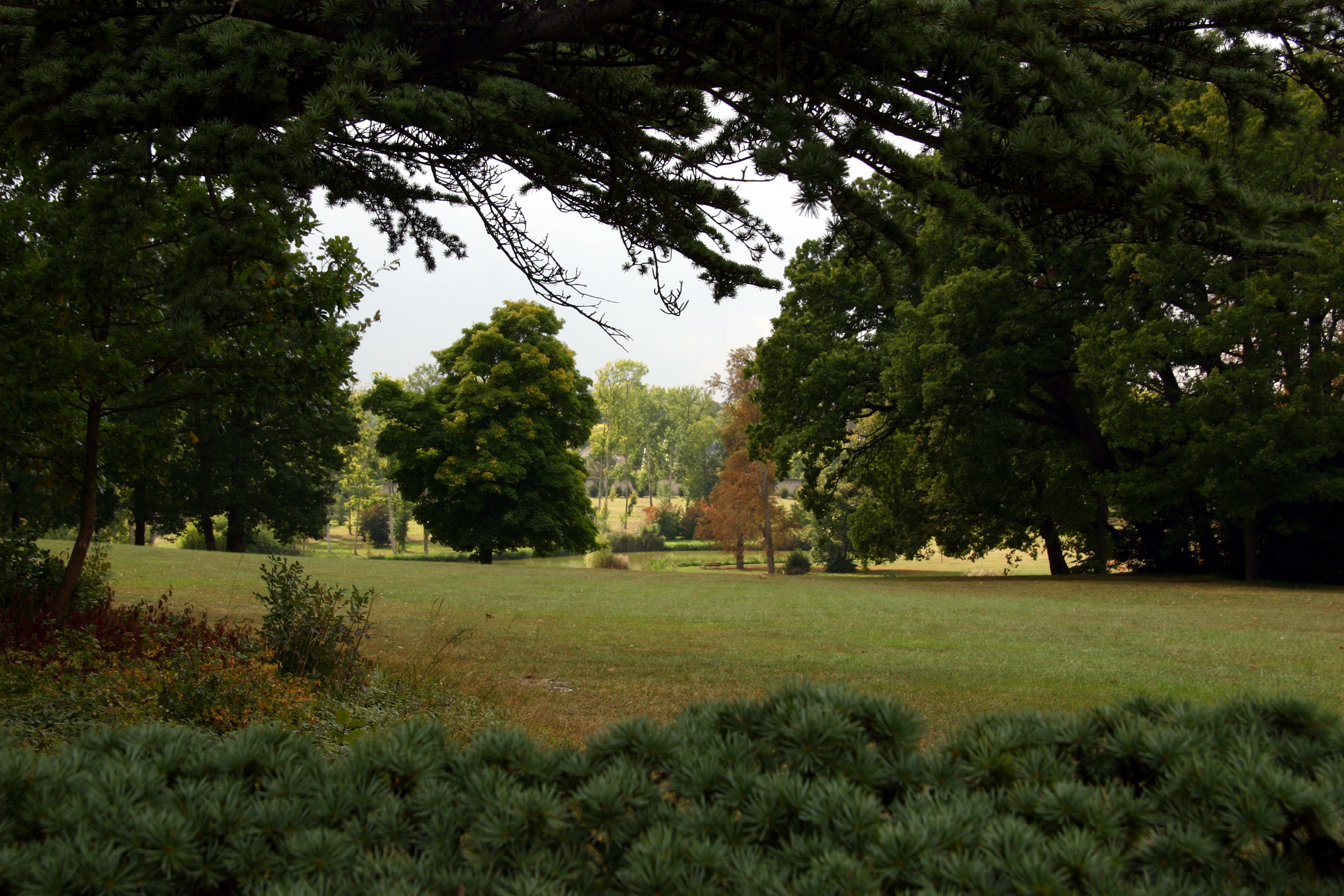
El parque del palacio

El parque del palacio cuenta con jardines « à l'anglaise » y contemporáneo, enmarcados por una zona de bosque.
Este hermoso parque ajardinado de 40 hectáreas permite un paseo largo y agradable en el que se puden descubrir las ruinas de una capilla del siglo XV y una nevera del siglo XVIII (los precursores de los refrigeradores).
Reimaginado por el paisajista parisino Gilles Clément (parque André Citroën y el jardín del Museo del Quai Branly), el parque fue dotado en 1992 con el jardín llamado «des Portrait» ('de los retratos'), que es la principal atracción: 12 agrupaciones de plantas, recordando los 12 grupos de retratos de la Galería: 12 jardines con flores de 12 colores diferentes. Cada jardín es en realidad una variación de un color dominante, combinando hábilmente especies de plantas perennes y arbustos.
El parque incluye árboles maduros con Albizia julibrissin, cedros, tilos, Acer campestre, Acer cappadocicum, Acer davidii, Acer ginnala, Acer palmatum, Acer cissifolium, Gleditsia triacanthos, robles, carpes, hayas,  plátanos de sombra, Quercus acutissima, Prunus laurocerasus var.  'Caucasica', Prunus maackii, Prunus serrulata var. 'Kanzan', Euonymus japonicus.
En el sotobosque se pueden observar narcisos, ciclamenes o azafranes según las estaciones del año.
El jardín se caracteriza por la presencia de lechos de cultivo en forma de cuadros, donde se cultivan plantas vivaces de temporada, tales como Campanulas, Stachys, Leucanthemum, Aruncus, Carex, Tradescantia, Salvia, Delphinium, Sedum, Hemerocallis, Alstroemeria, Physalis, Heuchera, Geum, Kniphofia, Ligularia, Alchemilla.
Así mismo hay un huerto, una rosaleda con un centenar de variedades de rosas antiguas.